# Канарський Анатолій Станіславович
Анато́лій Станісла́вович Кана́рський (нар. 16 квітня 1936, с. Рудня-Грабівка, Коростишівський район, Житомирська область — †28 грудня 1984) — український філософ-марксист, професор Київського державного університету, фахівець з матеріалістичної діалектики і естетики.

## Життєпис
Народився в с. Рудня-Грабівка Коростишівського району Житомирської області. Після закінчення семирічної школи в 1954 році вступив до військово-авіатехнічного училища морської авіації. У 1957—1959 рр. — служив офіцером на Тихоокеанському флоті. Демобілізувавшись, працював учителем у Костромській області (1959—1961). У 1961 році вступив на філософське відділення історико-філософського факультету Київського університету. Ще студентом третього курсу почав читати спецкурс з естетики Гегеля.
Після закінчення університету в 1966 р був асистентом кафедри етики і естетики. На цій кафедрі він працював усе своє життя: старший викладач, доцент, професор. Великим успіхом користувався керований ним студентський гурток з естетики, члени якого з успіхом виступали на наукових конференціях в різних містах Радянського Союзу. Унікальним явищем був організований ним в університеті філософський гурток для старшокласників київських шкіл.
У 1969 році захистив кандидатську дисертацію. Науковим керівником кандидатської дисертації А. С. Канарського був відомий філософ, фахівець в галузі матеріалістичної діалектики В.Босенко. Цей захист став резонансною подією в київському філософському середовищі. Одним з офіційних опонентів на цьому захисті був найвідоміший радянський філософ-марксист Е. В. Ільєнков. Він же написав передмову до книги «Діалектика естетичного процесу». У 1983 році А. С. Канарський захистив докторську дисертацію.
Роботи А. С. Канарського викликали справжній переворот в естетичній науці, яка під впливом пануючого у той час позитивізму почала перетворюватися з одного боку в щось на зразок загального мистецтвознавства, а з іншого — в теоретичне обґрунтування дизайну. А. С. Канарський відновив в правах класичну естетику як логіку, діалектику і теорію пізнання чуттєвої сфери людини.
У жовтні 1984 виїхав в наукове відрядження до Польщі для читання лекцій з естетики. А. С. Канарський раптово помер 28 грудня 1984 року в Варшаві. Похований на Байковому кладовищі.
Дружина й однодумець А. С. Канарського — доктор філософських наук, проф. І. А. Бондарчук.